# ケルマーン
ケルマーン（ペルシア語: کرمان; Kermān  発音}）はイランの都市。ケルマーン州の州都である。首都テヘランの南東1076km、広大な平原上に位置する。人口は2005年の推計で533,799人。

## 語源
ケルマーンはギリシア人に「カラマニ」の名で言及された。文書史料ではまた「カルマニア」「ケルマニア」「ジェルマンヤ」の名であらわれる。ケルマーンの都市創建はおそらくは3世紀、サーサーン朝のアルダシール1世の手になるものである。ここから「アルダシール・ホレ」とも呼ばれた。またアラブ人ムスリムは当地を「バルディスィール」「バルディシール」と呼び、イラン人は「グアシール」と呼んだ。

## 歴史

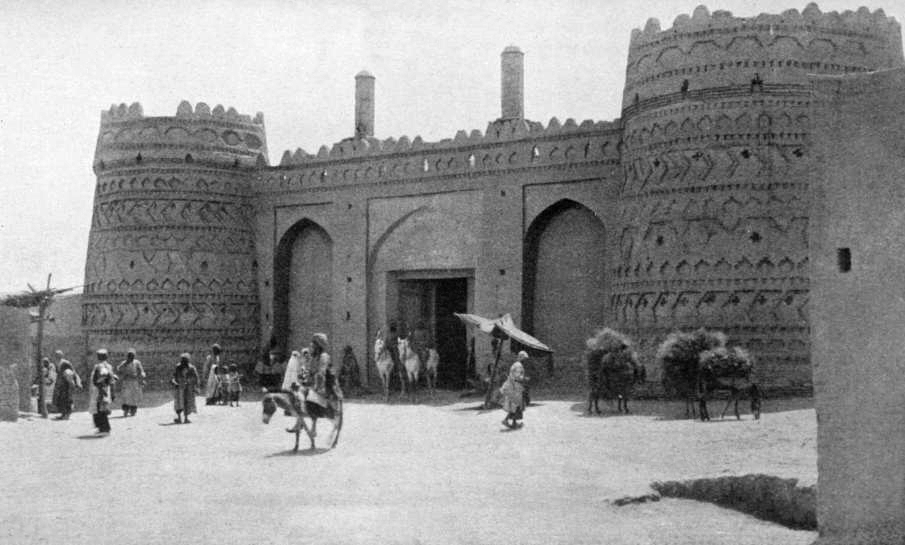
マスジェド門。この門からアーカー・ムハンマド・ハーンは入城した

ケルマーンははやくも3世紀、サーサーン朝を開いたアルダシール1世によって創建されたと考えられている。イスラーム期にはイランにおける重要な文化的中心地のひとつとなっている。
11世紀および12世紀には、ケルマーンはセルジューク朝の統治下に入ったが、実質的に独立地方勢力であって、オマーンおよびファールスを征服している。
1271年、マルコ・ポーロがケルマーンを訪れた際には、ペルシア湾とホラーサーン・中央アジアを結ぶ通商路における商業的中心を形成していた。しかしながら、その後ケルマーンはさまざまな侵略者によって何度も略奪を受けている。
サファヴィー朝期に入るとケルマーンは急速な拡大を見る。この時期にはケルマーンの絨毯はイングランドやドイツに輸出されていた。
1793年にカージャール部族連合を破ったザンド朝のルトフ・アリー・ハーンは翌年ケルマーンを攻略した。しかし直ちにカージャール族のアーカー・ムハンマド・ハーンは反攻に転じ、ケルマーンは6か月にわたり攻囲される。アーカー・ムハンマドは陥落の際、ケルマーンにおけるルトフ・アリーへの広範な支持に怒り、全ての男性住民を殺害ないし目潰しに処し、2万におよぶ眼球の山が勝利者アーカー・ムハンマドの前に捧げられた。また女性・子供は奴隷に売られ、都市は90日間にわたって破壊された。
現在のケルマーンは19世紀、旧市の北西に再建されたものである。都市が昔日の繁栄を取り戻すのは20世紀に入ってからである。
2024年1月4日、アメリカに暗殺されたガーセム・ソレイマーニー（墓所が市内に存在する）の追悼集会が行われていた会場で、ISILが自爆攻撃を行い84人以上が死亡、200人以上が負傷した。

## 地理
ケルマーンはイラン中南部、ルート砂漠の辺縁高地に位置する。

### 気候
ケルマーンには季節によってさまざまな気候変動をもたらす山々が周囲に存在している。都市北部は乾燥した砂漠地帯になるが、南部の高地では気候的にはより穏やかである。ケルマーンの平均標高は海抜約1755mである。
都市の気候は穏やかで、年間平均降水量は135mm。ルート砂漠に近いため、夏に暑く、春には激しい砂嵐に見舞われることがある。秋冬は比較的冷涼である。

### 地質学的特徴
ケルマーンはイランの古生物学者にとって化石の宝庫とみなされている。2005年には新たに恐竜の足跡が発見されており、この地域の歴史解明に新たな望みを与えている。

## 経済

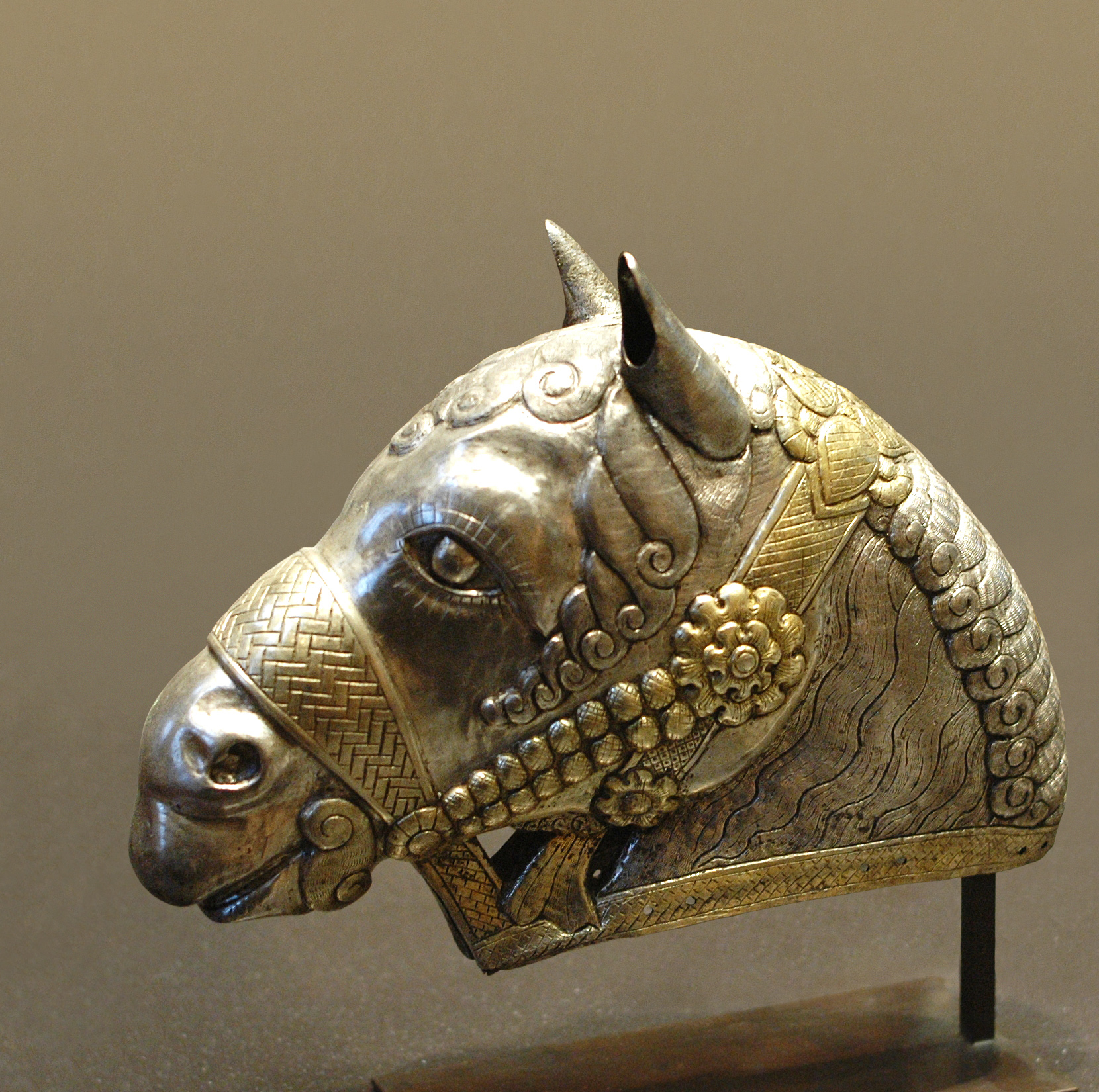
ケルマーン出土の馬頭像（サーサーン朝期・ルーブル美術館蔵）

絨毯織りはケルマーンの主要産業の一つであり、同地産の絨毯は国際的に有名である。絨毯はケルマーンの非常に古い伝統的産物であり、ケルマーンで発見された最も古い絨毯は約500年前のもので、ケルマーンにおける絨毯産業の優位性を示すものである。綿織物および羊毛によるショールも製作される。
現代的産業としては織物工場、レンガ工場が建設されている。またケルマーン州の鉱業資源としては銅や石炭があげられる。

## 文化
ケルマーン南方には古代都市遺跡ジーロフトがある。

## 住民
ケルマーンの人口のほとんどがシーア派ムスリムであるが、少数派として、人口は小さいものの文化的には重要なゾロアスター教徒が住む。人口は1996年に385,000人、2005年に533,799人である。

## 政治
ケルマーンの政治においては、ケルマーンに近いラフサンジャーン出身の元大統領アリー・アクバル・ハーシェミー・ラフサンジャーニーとその弟で前副大統領のモハンマド・ハーシェミー、また同じく副大統領ホセイン・マルアシーが影響力を持つ。

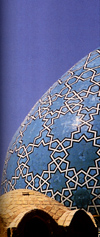
ケルマーンには豊富な遺産的建築がのこる

## 高等教育機関
ケルマーン・シャヒード・バーホナル大学はイランの工学分野における主要学術拠点の一つである。ケルマーンには他に以下のような機関がある。
- ケルマーン医科大学
- イスラーム自由大学ケルマーン
- ケルマーン・ハージェ・ナースィル高等教育センター

## 交通
ケルマーンはテヘランとバンダレ・アッバースおよびザーヘダーンを結ぶ交通路上にある。ケルマーン国際空港は主要空港の1つでテヘラン、アフヴァーズ、ヤズド、エスファハーン、バンダレ・アッバース、マシュハド、シーラーズへの毎日あるいは曜日指定の便が就航している。イラン・イスラーム共和国鉄道がケルマーンを経由している。

## ケルマーン出身の有名人
- アフマド・マジュドルエスラーム・ケルマーニー
- ケイホスロウ・シャーロフ
- ペイマーン・ソルターニー（ペルセポリス管弦楽団の指揮者）
- ホセイン・マルアシー
- ジャヴァード・ヌールバフシュ
- アーラシュ・ボルハーニー
- モハンマド・エブラーヒーム・バースターニー・プリーズィー
- アリー・アクバル・サンアティー
- アリー・アクバル・アブドルラシーディー
- マフムード・ドアーイー
- モハンマド・ジャヴァード・ホッジャティー
- ルーホッラー・ハーレギー
- サイード・ナフィースィー
- ミールザー・レザー・ケルマーニー
- ダリユーシュ・ラフィヤーイー
- コウロシュ・サルハングザーデ
- アリー・レザー・バスターミー
- アリー・ザンギーアバーディー
- アサドッラー・メフラビヤーン
- モハンマドレザー・バーホナル
- アリー・アクバル・ジャファリー（Zoroastrian Assemblyの創設者（の一人））

## 註
1. 1 2  http://www.mongabay.com/igapo/2005_world_city_populations/Iran.html
2. 1 2 3 4  “Kerman - History”.   MIDEASTTRAVELLING.NET (2001年). 2008年1月13日閲覧。
3. ↑  "Kerman". The Columbia Encyclopedia (6th ed.). Columbia University Press. 2001. 2008年1月13日閲覧。
4. 1 2 3  Pourshariati, Parvaneh (2004). "Kerman". Encyclopedia of the Modern Middle East and North Africa. Gale Group. 2008年1月13日閲覧。
5. 1 2 3 4  “Kerman: The Capital of Kerman Province”.   Iran Chamber Society. 2008年1月13日閲覧。
6. ↑  Pīrnīyā, Ḥasan; ʻAbbās Iqbāl (2003) (Farsi). Tārīkh-e Īrān qebl az Islām. Tehran: Nashr-e Nāmak. pp. 655. ISBN 9646895166
7. ↑  “イラン爆発、ISが「自爆」と犯行声明”.   AFP (2024年1月5日). 2024年1月14日閲覧。
8. ↑  Iranian Cultural Heritage News Agency (2005年1月7日). “Dinosaur Footprints Moulded In Kerman”. Payvand News 2008年1月13日閲覧。
9. ↑  “Kerman Rug”.   Caroun.com. 2008年1月13日閲覧。